# سرزمین فردا (فیلم)
سرزمین فردا (انگلیسی: Tomorrowland) فیلمی در ژانر علمی–تخیلی به کارگردانی فیلیپ برَدلی "برَد" بِرد است که در سال ۲۰۱۵ منتشر شده‌است. از بازیگران آن می‌توان به مهدی کریمی و جواد میرزایی اشاره کرد.